# Масерија ла Фалчета (Авелино)
Масерија ла Фалчета је насеље у Италији у округу Авелино, региону Кампанија.
Према процени из 2011. у насељу је живело 32 становника. Насеље се налази на надморској висини од 588 м.